# حسن أنوري
حسن أنوري (الفارسية: حسن انوری) (وُلد في 1 آذار 1934 في مدينة تكاب) هو أستاذ متقاعد للغة والأدب الفارسي في جامعة خوارزمي [الإنجليزية]. كان مشرفًا على تأليف قاموس سخن الشامل، ومصححًا لكتاب غلستان لسعدي، وعضوًا دائمًا في أكاديمية اللغة والأدب الفارسي . ويعتبر من الشخصيات البارزة في مجال الأدب. بالإضافة إلى ذلك، خصص جزءًا من بحثه لدراسة شعر حافظ . كما ساهم أنوري في تجميع بعض مجلدات قاموس دهخدا . وهو من أصل أذربيجاني. في عام 2016، أقامت مؤسسة النخبة في محافظة طهران حفل تكريم له، حضره حشد من الشخصيات الأكاديمية والثقافية البارزة في البلاد، وطلابه، والمواهب المتميزة. كما أن أنوري عضو في لجنة اختيار الكتب وجائزة مؤسسة محمود أفشار.

## التعليم
- بكالوريوس في الأدب الفارسي من جامعة تبريز ، 1961
- ماجستير في الأدب الفارسي من جامعة طهران ، 1967
- دكتوراه في الأدب الفارسي من جامعة طهران، 1971